# Gare d'Edogawa
La gare d'Edogawa (江戸川駅, Keisei-Koiwa-eki) est une gare ferroviaire de la ligne principale Keisei. Elle est située dans l'arrondissement d'Edogawa, à Tokyo au Japon. 
Elle est exploitée par la compagnie Keisei.

## Situation ferroviaire
La gare d'Edogawa est située au point kilométrique (PK) 15,7 de la ligne principale Keisei.

## Historique
La gare a été inaugurée le 3 novembre 1912.

## Service des voyageurs

### Accueil
La gare est située sous les voies qui sont surélevées. Elle est ouverte tous les jours.

### Desserte
- Ligne principale Keisei :
  - voie 1 : direction Keisei Takasago, Oshiage et Keisei Ueno
  - voie 2 : direction Keisei Funabashi, Keisei Chiba et aéroport de Narita